# Melissa Farley
Melissa Farley, née en 1942, est une psychologue clinicienne et chercheuse américaine. Elle milite contre la prostitution et la pornographie. Elle a mené des travaux controversés sur les effets de la prostitution, de la traite des êtres humains et des violences sexuelles.

## Biographie
Melissa Farley est une psychologue clinicienne et chercheuse,. Elle milite contre la prostitution et la pornographie,. Elle est la fondatrice et directrice d'une association à but non lucratif, Prostitution Research and Education (en), dont le siège se trouve à San Francisco.

### Recherche
Depuis 1993, Farley mène des recherches sur la prostitution et la traite des êtres humains dans 14 pays. Elle a écrit de nombreuses études sur les taux élevés de violence et de trouble de stress post-traumatique (TSPT) parmi les femmes participant à l'industrie du sexe,.
Dans une enquête de 2003 qui résume les recherches sur la prostitution dans neuf pays (Canada, Colombie, Allemagne, Mexique, Afrique du Sud, Thaïlande, Turquie, États-Unis et Zambie), Farley et ses collègues ont interviewé 854 personnes (782 femmes, 44 personnes trans et 28 hommes) qui exerçaient dans la prostitution ou avaient récemment quitté cette activité. Les répondants exerçaient dans divers domaines : prostitution de rue, bordels légaux et illégaux, clubs de strip-tease... D'après les interviews et les questionnaires, les auteurs annoncent que les personnes témoignent d'un fort taux de violence et de stress : 71 % des répondants ont subi une agression physique au cours de leur activité de prostitution, 63 % avaient subi un viol et 68 % correspondaient aux critères du TSPT. 89 % souhaitaient quitter la prostitution mais ne se voyaient pas en mesure de passer aux actes.
Dans une étude de 1998 sur les prostituées à San Francisco, Farley et son co-auteur, Howard Barkan, constatent que les personnes interrogées ont souvent été victimes de violences. Dans leur enfance, 57 % des répondants ont annoncé avoir subi des abus sexuels et 49 % annoncent des maltraitances et sévices. Dans le cadre de leur activité de prostitution, 68 % des répondants déclarent avoir subi une agression physique ; 83 % disent s'être trouvés sous la menace d'une arme. La fréquence et la gravité des TSPT reflétait les violences subi ; enfin, 84 % des répondants ont annoncé avoir connu une période sans-abri.
En septembre 2007, Farley publie un ouvrage sur la prostitution et le trafic sexuel au Nevada. Elle y écrit que, même si le Nevada comporte des bordels réglementés, 90 % de la prostitution recensée dans l'État a lieu à Las Vegas et à Reno (où la prostitution est illégale) ou hors des bordels prévus à cet effet. Las Vegas, en particulier, est une destination privilégiée pour les trafiquants sexuels. Même si 81 % des 45 employées de bordels réglementés déclaraient vouloir quitter la prostitution, nombre d'entre elles n'en avaient physiquement pas les moyens,.

#### Critiques
Les études de Farley sur la prostitution ont été critiquées par le sociologue Ronald Weitzer (en), qui y décèle des problèmes de méthodologie. Weitzer critique ce qu'il considère comme un manque de transparence dans les entretiens, la manière dont les réponses ont été transférées en données statistiques, l'échantillon biaisé portant surtout sur des prostituées marginalisés (dont ceux qui exercent dans la rue) et, plus généralement, l'utilisation des travaux de Farley pour s'opposer à tout type de prostitution. Weitzer pense aussi que les résultats de Farley sont largement influencés par l'idéologie féministe radicale,,.
Une enquête de 2002 signée par Chudakov et al. applique la méthode de Farley pour mesure le TSPT afin d'en mesurer la portée chez des prostituées israéliennes. Sur les 55 femmes ayant accepté un entretien, 17 % correspondaient aux critères retenus (alors que Farley avait trouvé 68 %) En outre, l'English Collective of Prostitutes (en), groupe militant favorable à la dépénalisation de la prostitution, estime que les conclusions de Farley sont « absurdes et sans fondement ».
Farley a aussi essuyé des critiques car elle a accepté des financements de la part d'organismes opposées à la traite des êtres humains et elle a reconnu que 30 % du financement d'un projet de recherche sur la prostitution lui venait du département d'État des États-Unis, via l'Office to Monitor and Combat Trafficking in Persons. Farley répond aux critiques en déclarant que ce financement n'a pas altéré ses recherches, notamment sur le plan des méthodes et des conclusions.
En octobre 2009, elle est citée comme experte devant la Cour Supérieure de Justice de l'Ontario (Canada) dans le procès Bedford c. Canada, portant sur la constitutionnalité de mesures législatives anti-prostitution. Mais la juge Susan Himel réfute les arguments de Farley considérant qu'ils ne sont pas le fruit de méthodes scientifiques et qu'ils sont à l'évidence influencés par son militantisme.

#### Clients de la prostitution
Farley a co-signé plusieurs études sur les hommes qui recourent aux prestations sexuelles tarifées. D'après une enquête publiée en 2015 ans le Journal of Interpersonal Violence (en), les clients de la prostitution partagent des similarités avec les hommes qui exercent la coercition en matière de sexualité,. La première de ces études, qui se fonde sur des entretiens avec des clients (des « Johns (en) ») à Édimbourg et à Chicago, est publiée en avril-mai 2008. Les entretiens structurés portent sur près de 100 hommes dans chaque ville, qui ont choisi de se déclarer clients après une petite annonce écrite dans la presse par les chercheurs. Les résultats de ces entretiens relèvent un taux élevé de comportements abusifs, prédateurs et déshumanisants envers les personnes prostituées (et envers les femmes en général) de la part des clients. De nombreux hommes ont qualifié leur comportement d'addiction ; une part importante annonce que le risque de divulgation de leurs activités auprès du public par l'inscription à un registre des auteurs d'infractions sexuelles les dissuaderait de rester clients de prestations sexuelles,,. Une autre enquête de Farley et de ses associés en 2012 auprès des clients au Cambodge produit des résultats similaires.
En réponse à l'étude en Écosse, un document rédigé par près de 15 universitaires et spécialistes de la santé sexuelle est proposé au Parlement écossais pour réfuter les méthodes et les conclusions de Farley. Le document dénonce son travail comme biaisé, mal renseigné et inutile.

### Militantisme
Farley soutient l'abolition de la prostitution car elle estime que la personne prostituée est la partie défavorisée dans la transaction (la prostitution étant une activité fondée sur l'exploitation et causant des traumatismes). Farley milite en faveur du modèle suédois (en) voulant que tout achat de prestation sexuelle, ainsi que le proxénétisme et la traite sexuelle, sont illégaux tandis que la vente de prestation sexuelle est dépénalisée ; les services d'aide sociales ont besoin de fonds pour aider les personnes prostituées à quitter leur activité. Farley s'oppose à la dépénalisation généralisée de la prostitution ainsi qu'aux mouvements en faveur des droits des travailleurs du sexe (comme COYOTE (en)), qui soutiennent la réglementation ou la dépénalisation de la prostitution et de l'achat de prestations sexuelles,.
Farley milite aussi contre la pornographie et, en 1985, elle prend la tête d'une campagne National Rampage Against Penthouse avec Nikki Craft. Cette campagne a consisté à publiquement détruire les exemplaires des magazines Penthouse et Hustler chez les marchands de journaux, car les autrices dénonçaient leur contenu pornographique violent. Les actes de Farley lui ont valu 13 arrestations dans 9 États,,.

## Travaux
- Women in prostitution: support for survivors - training for sexual assault counselors, Oakland, California, California Coalition Against Sexual Assault (en) (CALCASA), 1999
- Prostitution, trafficking and traumatic stress, Binghamton, New York, Haworth Maltreatment & Trauma Press, 2004 (ISBN 9781136764905) Pdf.
- Prostitution and trafficking in Nevada: making the connections, San Francisco, Prostitution Research and Education, 2007 (ISBN 9780615162058)
- Farley, Melissa; Macleod, Jan; Anderson, Lynn; Golding, Jacqueline (2008). Challenging men's demand for prostitution in Scotland: a research report based on interviews with 110 men who bought women in prostitution (PDF). Glasgow, Scotland: Women's Support Project.  (ISBN 9780955897603).
- Melissa Farley, Jacqueline M. Golding et Julie Bindel, Men who buy sex: who they buy and what they know, London / San Francisco, Eaves Housing for Women (en) / Prostitution Research and Education (en)], 2009 (OCLC 602963873, lire en ligne)
- Farley, Melissa, Matthews Nicole, Deer Sarah, Lopez Guadalupe, Stark Christine, Hudon Eileen (2011) Garden of Truth: the Prostitution and Trafficking of Native Women in Minnesota.A project of Minnesota Indian Women's Sexual Assault Coalition and Prostitution Research and Education, William Mitchell College of Law, Saint Paul, Minnesota, 27 October 2011.